# NGC 2978
NGC 2978 é uma galáxia espiral (Sbc) localizada na direcção da constelação de Sextans. Possui uma declinação de -09° 44' 46" e uma ascensão recta de 9 horas, 43 minutos e 16,7 segundos.
A galáxia NGC 2978 foi descoberta em 10 de Março de 1886 por Lewis A. Swift.